# Pseudocleonus
Pseudocleonus — род долгоносиков из подсемейства Lixinae.

## Описание
Надкрылья без явственных плеч, их основания такой же ширины, как и основания переднеспинки, которая имеет тонкий продольный серединный киль, развитый по крайней мере впереди. Передневершинных бугорков на надкрыльях нет.

## Виды
Некоторые виды:
- Pseudocleonus carinatus (Gyllenhal, 1834)
- Pseudocleonus cinereus (Schrank, 1781)
- Pseudocleonus grammicus (Panzer, 1789)
- Pseudocleonus italicus F. Solari, 1950
- Pseudocleonus marginicollis (Fåhraeus, 1842)
- Pseudocleonus novaki Penecke, 1928
- Pseudocleonus senilis (Rosenhauer, 1856)